# 디자인 매트릭스
디자인 매트릭스(design matrix), 계획행렬, 설계행렬은 일련의 개체에 대한 설명 변수 값의 행렬이다. 각 행은 개별 개체를 나타내며, 연속 열은 해당 개체에 대한 변수 및 특정 값에 해당한다. 디자인 매트릭스는 일반 선형 모델과 같은 특정 통계 모델에 사용된다. 분산 분석에서 그룹 구성원을 나타내는 표시 변수(1과 0)를 포함하거나 연속 변수 값을 포함할 수 있다.
디자인 매트릭스에는 반응 변수(종종 종속 변수라고도 함)에 대한 관측 데이터를 설명하기 위한 통계 모델의 독립 변수(설명 변수라고도 함)에 대한 데이터가 포함되어 있다. 이러한 모델과 관련된 이론은 일부 선형 대수학에 대한 입력으로 디자인 매트릭스를 사용한다. 디자인 매트릭스 개념의 주목할만한 특징은 ANOVA, ANCOVA 및 선형 회귀와 같은 다양한 실험 설계 및 통계 모델을 나타낼 수 있다는 것이다.

## 같이 보기
- 야코비 행렬
- 그람 행렬
- 방데르몽드 행렬

## 참고 문헌
- Verbeek, Albert (1984). 〈The Geometry of Model Selection in Regression〉.   Dijkstra, Theo K. 《Misspecification Analysis》. New York: Springer. 20–36쪽. ISBN 0-387-13893-5.